# اسکار بنفایلیو
اسکار بنفایلیو (اسپانیایی: Oscar Bonfiglio‎; ۵ اکتبر ۱۹۰۵ – ۱۴ ژانویهٔ ۱۹۸۷) یک بازیکن فوتبال اهل مکزیک بود.